# Condado de McCreary
El condado de McCreary (en inglés: McCreary County), fundado en 1812, es uno de 120 condados del estado estadounidense de Kentucky. En el año 2000, el condado tenía una población de 17,080 habitantes y una densidad poblacional de 15 personas por km². La sede del condado es Whitley City.

## Geografía
Según la Oficina del Censo, el condado tiene un área total de 1116 km² (430,9 mi²), de la cual 1109 km² (428,2 mi²) es tierra y 8 km² (3,1 mi²) (0.68%) es agua.

### Condados adyacentes
- Condado de Pulaski (norte)
- Condado de Laurel (noreste)
- Condado de Whitley (este)
- Condado de Scott (sur)
- Condado de Wayne (oeste)

## Demografía
Según la Oficina del Censo en 2000, los ingresos medios por hogar en el condado eran de $19,348, y los ingresos medios por familia eran $22,261. Los hombres tenían unos ingresos medios de $20,823 frente a los $15,575 para las mujeres. La renta per cápita para el condado era de $9,896. Alrededor del 32.20% de la población estaban por debajo del umbral de pobreza.

### Localidades
- Pine Knot
- Stearns
- Whitley City